# Peter Banks
Peter Banks, eredeti nevén Peter William Brockbanks (Barnet, Hertfordshire, 1947. július 15. – London,  2013. március 7.) angol zenész, a Yes eredeti gitárosa.
Gyerekkorában apja vett neki egy olcsó akusztikus gitárt. Peter hihetetlen érdeklődést tanúsított a hangszer iránt, emellett remekül játszott rajta. Később megtanult bendzsózni is.

## Karrierje

### Korai évei
Peter Banks akkor találkozott először Chris Squire-rel, mikor csatlakozott a The Syn-hez. Akkoriban az együttesben játszott az az Andrew Jackman (billentyűs hangszerek), aki később több Yes- és Squire-felvételt dolgozott át zenekarra. A The Syn 1967-ben megszűnt, de kiadtak két kislemezt.

Banks (lent) a Mabel Greer’s Toyshop tagjaként (1968)

1968-ban rövid ideig játszott a Neat Change-ben: 1 kislemez felvételén működött közre.
Squire csatlakozott barátaihoz, Clive Bailey gitároshoz és Bob Hagger doboshoz, akik a Mabel Greer’s Toyshop tagjai voltak. Banks is belépett az együttesbe egy rövid időre, majd távozott. Ezután jöttek az új tagok: Jon Anderson énekes, valamint Bill Bruford, aki Haggert váltotta fel. Bailey távoztával visszatért Banks, emellett a billentyűs posztra is érkezett egy ember Tony Kaye személyében. Az együttes nevet változtatott.

### A Yes tagjaként
A megfelelő nevet keresve javasolta Banks, hogy legyen Yes (magyar jelentése: igen), ami egy nagyon rövid, pozitív szó. A többiek úgy gondolták, hogy átmeneti megoldásnak jó, de véglegesnek nem. Ma, közel 40 évvel később még mindig Yes-nek hívják az együttest.
Az Atlantic Records kiadó felfigyelt rájuk, majd 1969-ben szerződtette őket, és megkezdődtek az első stúdióalbum, a Yes munkálatai. A lemezen szerepelt a Beyond and Before című Mabel Greer dal, melynek társszerzője Bailey. Egy évvel később már a következő albumot (Time and a Word) szerették volna kiadni, de Jon és Chris azt akarta, hogy az öt zenészt mellett egy zenekar is részt vegyen a felvételeken. Az ötlet nem tetszett Banksnek, mivel a zenekar miatt neki (és a billentyűs Kaye-nek is) kevés szerepe jutott (egyes, általa előre kidolgozott gitárrészeket egyszerűen felváltották a húros hangszerek szólamai). Az album kibocsátása után egy turné következett; ekkor megkérték Banks-et, hogy hagyja el az együttest. Utolsó alkalommal 1970. április 18-án szerepelt a Yes-szel a The Luton College of Technology-ban.
Néhány forrás szerint Andersonnak elege volt abból, hogy a gitáros nem örül a zenekar jelenlétének, és megvádolta azzal, hogy túl "engedékeny" volt a legutóbbi felvételeken és koncerteken. Egy másik (véletlen) indíték a távozására az volt, hogy Anderson, Bruford és Squire elégedetlen volt menedzserük, Robert Flynn munkájával, aki pedig segített az együttesnek a szerződésben, bízott bennük – de ezt a tagok valamiért természetesnek tartották. Kaye finoman próbálta védeni a menedzsert, de Banks ezzel szemben árulásnak vélte a menedzser elküldését, és nagy mértékben helytelenítette. Banks és Flynn között azóta egy tartós barátság szövődött.

### Az elmúlt években
1998-ban Geoff Downes-szal együtt fellépett a Yes-rajongók fesztiválján, a Yestivalon, majd rövid ideig együtt dolgoztak tovább. Felmerült az a – később elvetett – lehetőség, hogy Banks belép az Asiába. 2007. február 25-én a Rockszerviz Kiadó és a Yesterdays (együttes) meghívására Budapesten koncertezett Harmony In Diversity nevű zenekarával, mellyel kizárólag improvizatív zenét játszik.